# Czepino
Czepino (do 1945 roku niem. Wintersfelde) – wieś w Polsce położona w województwie zachodniopomorskim, w powiecie gryfińskim, w gminie Gryfino przy historycznym trakcie komunikacyjnym w kierunku Szczecina, w paśmie zabudowy wytworzonym przez miejscowości Czepino, Daleszewo, Radziszewo.

## Komunikacja
Na wsi znajduje się piekarnia, zajazd, przystanek kolejowy i 3 przystanki autobusowe. Jest to wieś ulicówka, przez którą przebiega droga krajowa nr 31.

## Historia
W 1845 urodził się tu pisarz Hermann Jahnke. Wieś została mocno zniszczona podczas walk w 1945, w tym miejscu został przerwany niemiecki przyczółek odrzański.
W latach 1975–1998 miejscowość administracyjnie należała do województwa szczecińskiego.

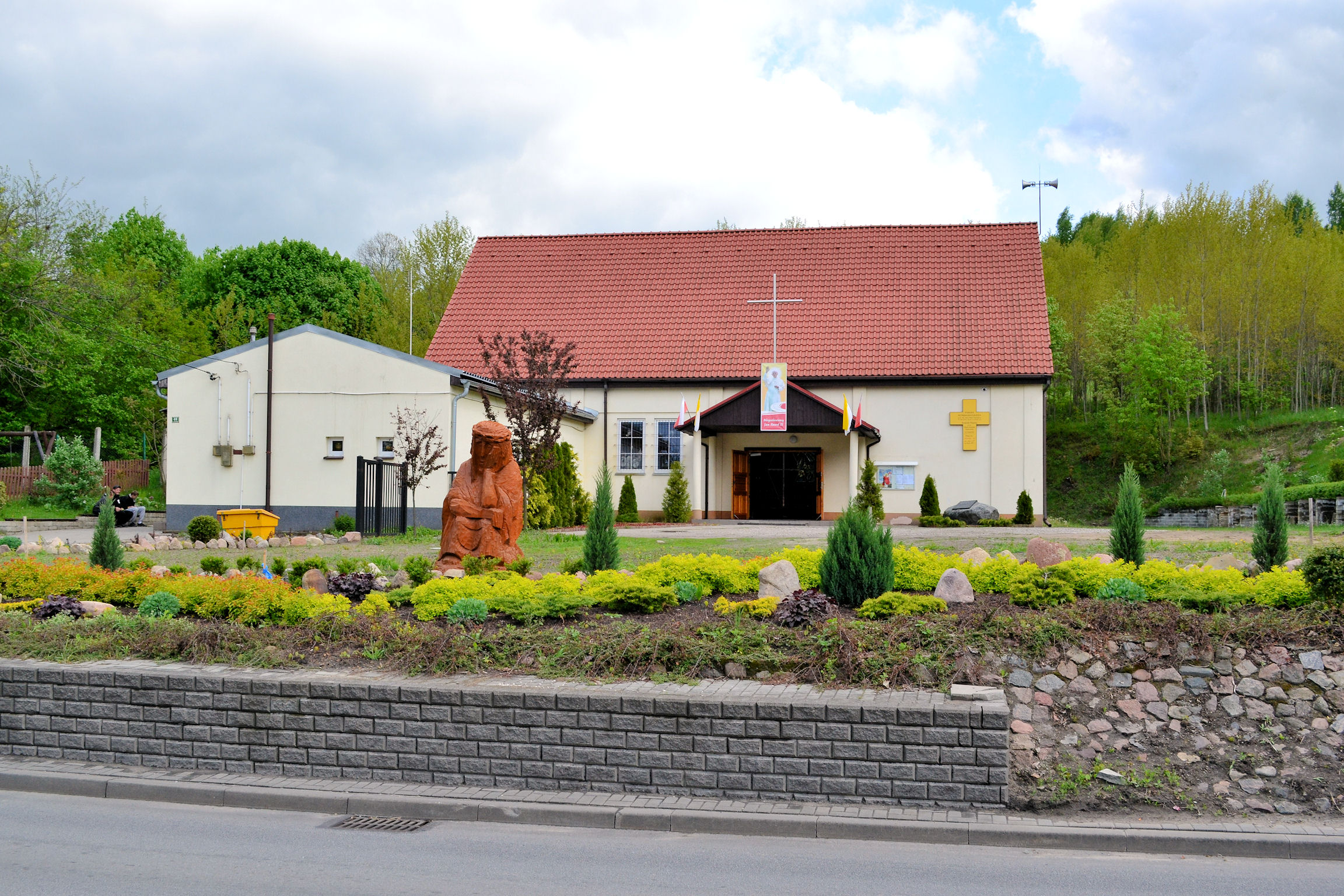
Kościół w Czepinie. Na pierwszym planie współczesna rzeźba Chrystusa Frasobliwego

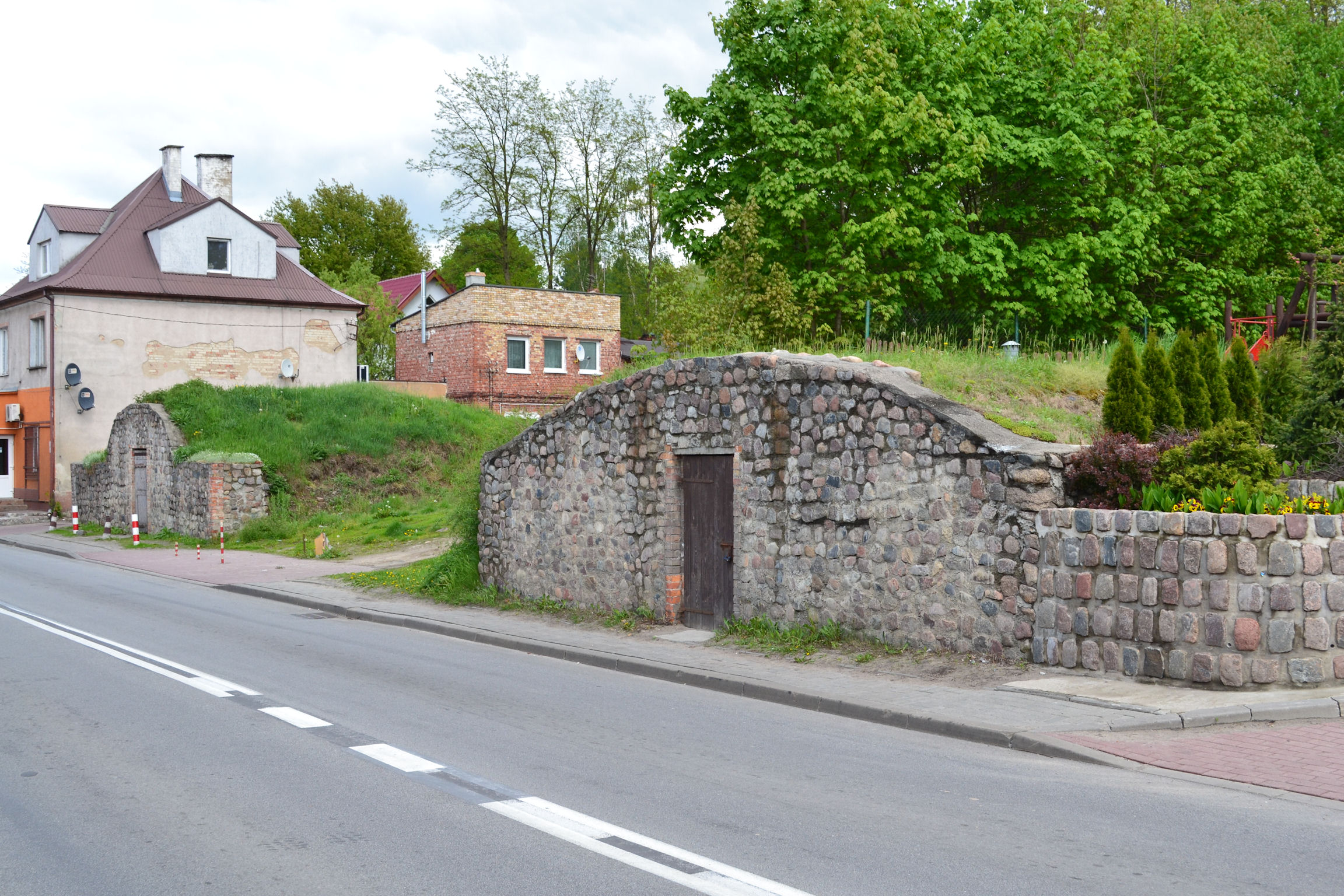
W Czepinie i okolicznych wsiach zachowały się charakterystyczne spiżarnie ziemne